# عبهر
العَبْهَر أو البصلة البيضاء (الاسم العلمي: Leucojum) هو جنس صغير من النباتات البصلية موطنه الأصلي أوراسيا وينتمي إلى الفصيلة النرجسية، وفُصَيِّلَة النرجس. كما هو مُحوَّط [الإنجليزية]
 حاليًا، يتضمن الجنس نوعين معروفين فقط، ونُقِلَت معظم الأنواع السابقة إلى جنس أسيس [الإنجليزية]
. كلا النوعين معروفان باسم ندفات الثلج (بالإنجليزية: Snowflakes).
Leucojum هو مركب من الكلمتين اليونانيتين (ςευκος (leukos و(ἰόν (ion اللتان تعنيان "أبيض" و"بنفسجي" على الترتيب. كما تُستخدم أيضًا تهجئة Leucoium. بالإضافة إلى الاسم الشائع "ندفات الثلج"، يُعرف نوعَي Leucojum أيضًا باسمَي أزهار القديسة أغنيس، من اسم شفيعة العذارى والبُستانيين، وأجراس الثلج.